# Гущин, Вадим Витальевич
Вадим Витальевич Гущин (род. 1963 году в Новосибирске; англ. Vadim Gushchin) — современный российский художник-фотограф, куратор Факультета фотографии ИГУМО (Институт Гуманитарного Образования).

## Биография
Родился в 1963 году в городе Новосибирске.
Известен прежде всего, своими работами, выполненными в жанре пост-концептуального натюрморта.
В 1986 закончил Московский энергетический институт, по распределению был направлен в вооруженные силы. Служил авиационным техником самолёта МиГ-21 в звании лейтенанта с 1986 по 1988 год. Первые художественные опыты в фотографии относятся к периоду военной службы. В 1988 году вернулся в Москву и посвятил себя фотографической деятельности как свободный художник-фотограф.[3]
В 1988 −1989 гг. состоял в московском фотоклубе «Новатор», где прошел хорошую школу съемки моноклем под руководством фотохудожника Анатолия Ворона. http://www.photoart.ru/photoart/vip/voron/voron.html
В 1990—1991 гг. окончил курс современной фотографии в «Свободной Академии» при ЗНУИ (Заочный Народный Университет Искусств), основанной Ильей Пигановым и Леонидом Огаревым, где прослушал полный курс лекций и познакомился с Александром Слюсаревым (1944-2010), Владимиром Куприяновым (1954-2011), Андреем Безукладниковым и другими ведущими современными художниками-фотографами того времени.
Работал фотографом в театре, занимался архитектурной съемкой, снимал портреты художников для журналов по искусству. Занимался прикладной съемкой живописи, скульптуры  и графики.
С конца девяностых годов сотрудничал с историком фотографии Валерием Тимофеевичем Стигнеевым (1937-2021), в соавторстве с которым было реализовано несколько документально-концептуальных фото-проектов.
Искусствоведы делят творчество Вадима Гущина на несколько этапов:
В девяностые годы его работы, начиная с серии «Страницы армейского дневника», опубликованной в журнале «Советское фото» в апреле 1991 года, продолжают концептуальную традицию и являют собой монтаж с использованием текста. Кроме того, Гущин создает серии псевдо-барочных натюрмортов, нагружая их или ироничным смыслом, или трансформируя сюжеты цифрами, номерами, подписями, пост-модернистски обыгрывая сложившиеся клише в восприятии жанра натюрморт в изобразительном искусстве. Итогом этого периода можно считать выставку «Мои Вещи» в Музее Фотографии в Брауншвейге, Германия в марте 1999 года, которую сопровождал каталог с основными сериями работ Вадима Гущина. ISBN 3-922618-17-0
Начиная с 2000 года Гущин снимает черно-белые типологические серии, состоящие из минималистских композиций, используя форматную камеру. Объектами его внимания становятся предметы из повседневного окружения, которые фотография преображает в архетипы. Так появляются серии «Гипс» 2001, «Хлеб» 2004, «Бумага» 2004, «Гардероб» 2006 и другие. Стилистически Гущин использует прямой метод предметной съемки с нижней точки, создавая образные портреты вещей, подчеркивающие уникальность каждого предмета, порой даже самого незначительного. Итогом этого периода можно считать Выставку в Музее Истории Фотографии, в Санкт-Петербурге в апреле 2009 года и монографию «Фотографии. Вадим Гущин», выпущенную в 2008 году в московском издательстве «Художник и книга».
В 2010 году Вадим Гущин начинает работать с цветом и переходит на цифровую съемку, продолжая супрематическую и геометрическую традицию русского и советского искусства ХХ-го века. Большое внимание в своей работе уделяет книге, как сакральному объекту.
С 2005 по 2021 год тесно сотрудничал в качестве фотографа с художниками Владимиром Немухиным (1924—2016) и Юрием Желтовым (1942-2021), общение с которыми оказало существенное влияние на цветное творчество Гущина.
В 1992 году был принят в Союз фотохудожников России, билет № 459, почётный член Союза.
Преподает фото-мастерство с 2001 года.

«Вадим Гущин является одним из ярчайших представителей современной арт-фотографии, он хорошо известен в России и за рубежом своими минималистическими опытами фотофиксации предметов. Гущин по своему интерпретирует традицию европейского натюрморта, желая постичь суть предмета через его чистое фотографическое изображение.»— Ольга Аверьянова, кандидат искусствоведения, заведующий отделом искусства фотографии ГМИИ им. Пушкина

«Вадим Гущин балансирует на тонкой грани предметное — беспредметное. Мир идей — это мир Малевича. Пространство предметов — это пространство потребления. Помещая предметы из супермаркета в космос Малевича, Гущин возвращает их туда, откуда они когда-то вышли. В изначальную пустоту. В пространство чистых идей».

«Это изображение, которое не принуждает нас к чему-то, оно не подавляет нас множеством деталей, но ты видишь какую-то очень маленькую вещь, и эта маленькая вещь способна подключить в тебе очень большие объёмы памяти. То есть это фотографии, которые работают с той культурной памятью, которая свернута в нас, с тем временем, которое свернуто в нас самих».— Михаил Сидлин, искусствовед

«Говоря о фотографиях Вадима Гущина, независимо от того, какие из его серий становятся предметом разговора, мы оказываемся в ситуации наднациональной традиции фотографии. Подобно тому, как разговор о существовании национальных школ философии в меньшей степени объективен, нежели разговор о школах, построенный на принадлежности их к той или иной философской концепции бытия, так и фотография Гущина принадлежит к истинно естественно-фотографической школе, корни которой невозможно найти внутри эстетических и исторических концепций национальных фотографических школ». — Ирина Чмырева, кандидат искусствоведения
Российский арт-фотограф Вадим Гущин, сочетающий в себе минималистскую, концептуалистскую и абстрактную стратегии, также вплетен в два важнейших аспекта русского искусства, неотделимых от национальной идентичности и истории. Он фотографирует самые обыденные предметы из своей (и нашей) повседневной жизни, каждый в серии: книги, конверты, таблетки, пакеты, хлеб. Фотографы от Стивена Шора до Габриэля Ороско также фотографировали наименее впечатляющие элементы в наших домах— тарелку, ведро, коврик для стола,— но Гущину удается транспонировать глобально узнаваемые, несущественные, одноразовые фрагменты жизни в первозданные артефакты искусства, прекрасные в своем совершенстве, что предлагают увидеть его работы.
Вики Голдберг, «Aperture blog» NYC
http://www.aperture.org/blog/more-russian-photographs/

Говоря об отчужденности предмета от человека в натюрмортах Гущина, нельзя не отметить и отчужденности пространства, в котором располагаются предметы. Если голландский натюрморт ближайшим образом был соотнесен с бытовым жанром, и соответственно пространственными зонами его размещения был дом, интерьер, среда обитания, то в натюрмортах Гущина пространство абстрактно, стерилизовано, нет ни одного намека на присутствие человека. Предметы будто заколдованы в этом бездушном пространстве. Так художник проводит идею разорванности смысла и вещи, противопоставленности человека его собственному окружению — а это проблемы, стоящие перед каждым из нас.

— Лариса Кашук, кандидат искусствоведенияhttps://www.ais-aica.ru/2011-01-23-07-11-18/2011-01-31-18-54-08/2011-02-07-05-19-33/1578-2011-03-02-18-02-03.html

Фотографические натюрморты Вадима Гущина — одновременно элегантные, простые и чистые и все же удивительно притягивающие взгляд и запоминающиеся, созвучны супрематизму, русскому художественному течению, упростившему визуальное впечатление до абстракции и плоских геометрических форм. Минималистские композиции Гущина и искусное освещение преображают эти книги, стол и окружающее пространство в массивы цвета, которые неким образом наделяют эти скромные объекты несказанно высоким смыслом и эмоциональным резонансом.
-  Александр Стрекер и Джим Каспер  https://www.lensculture.com/articles/vadim-gushchin-cultural-treasures 
Вадим Гущин живёт и работает в Москве.

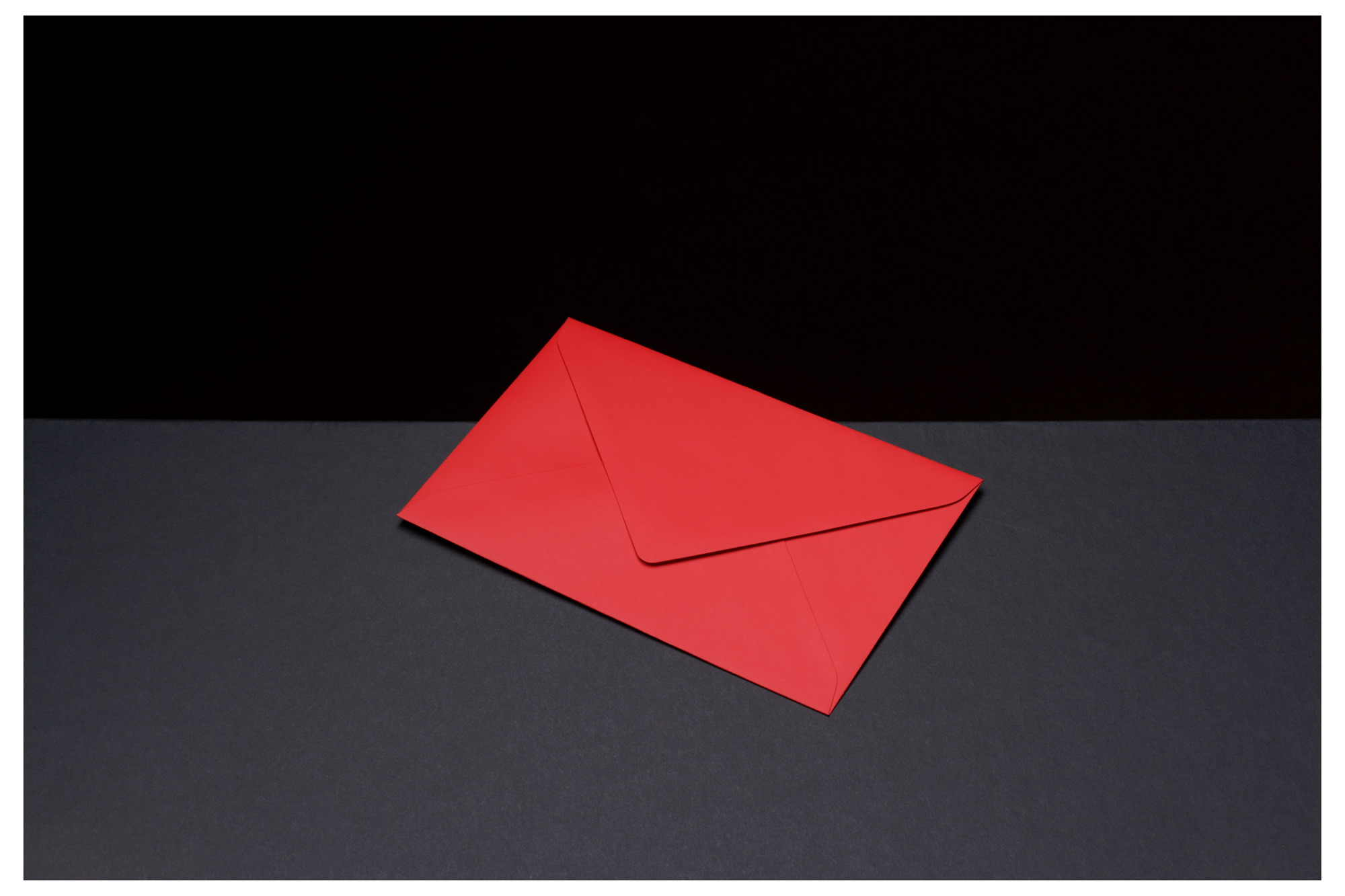
Цветные конверты 3 2010

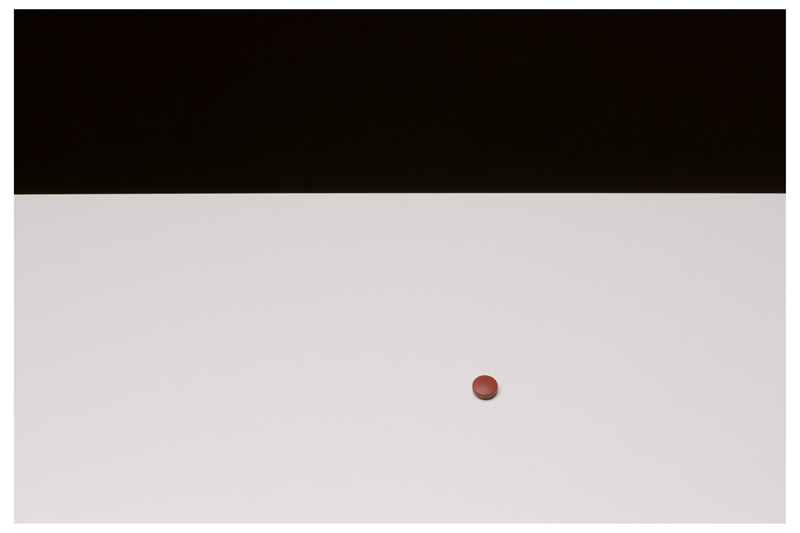
Таблетки 3 2011

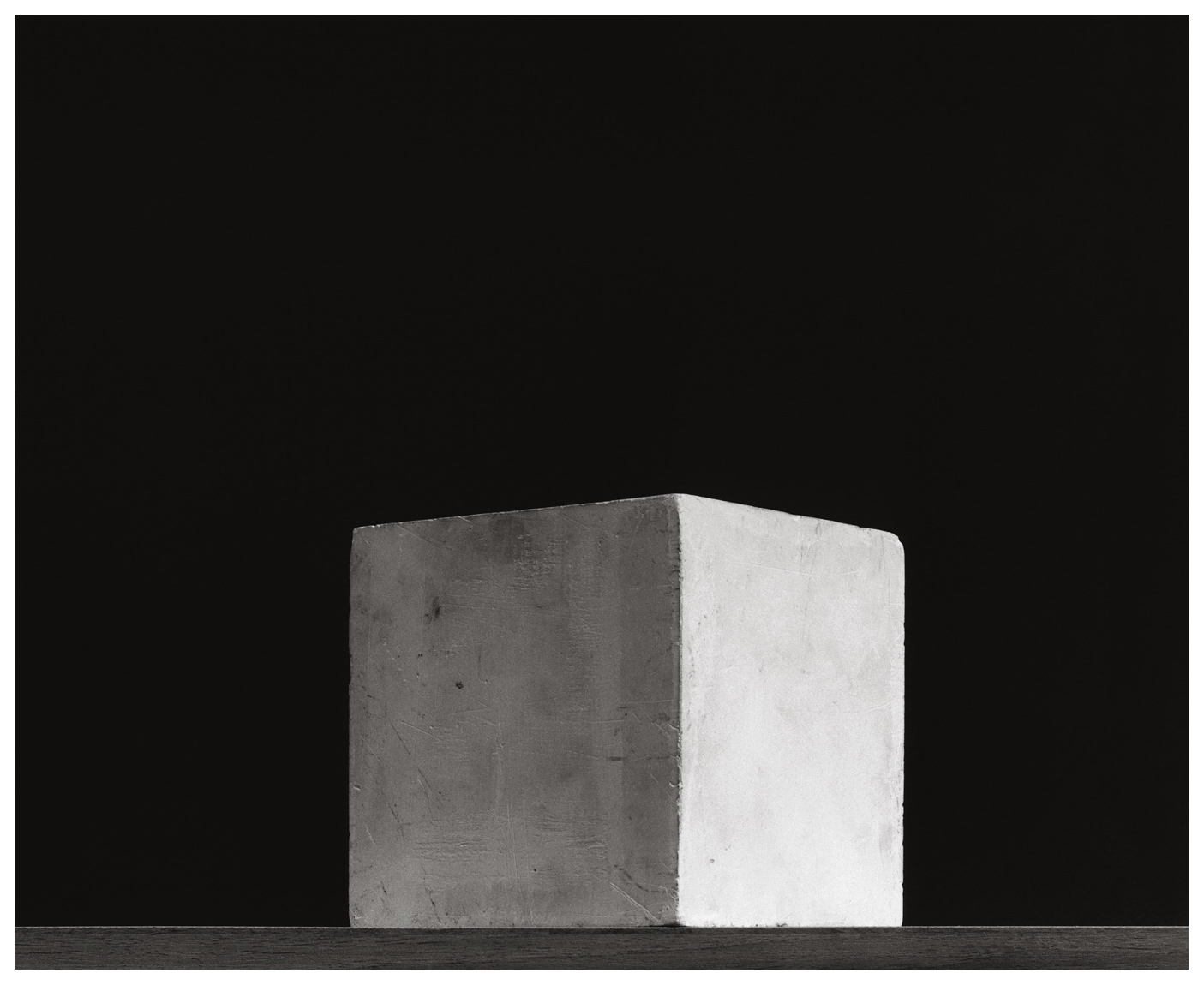
Гипс 1 2001

Выставляется и публикуется с 1990 года, первая персональная выставка состоялась в 1995 году. Сотрудничает  с галереями в России, США и Европе. 
Участвовал в большом количестве групповых выставок национального масштаба, представляющих современную русскую фотографию и современное российское искусство.

Имеет более 40 персональных выставок. B том числе:
- Выставка «Meine Dinge» (Мои вещи) в Музее фотографии, Брауншвейг, Германия, 1999.
- Выставка в галерее «РОСИЗО», Москва, 1999.
- «Personalismus des Dinges» (Персонализм предмета), выставочный зал «Культурный вокзал Эллер», Дюссельдорф, Германия 2004.[7]
- Персональная выставка «Дерево и Хлеб» на Международном фестивале фотографии FotoFest в Хьюстоне, США, 2006.[8]
- «Хлеб», Музей Йохана Ларсена, Оденсе, Дания, 2006.
- Выставка в Музее Истории Фотографии, Санкт-Петербург, 2009.[9]
- «Эстетика статики» Александр Гринберг/Вадим Гущин в галерее «Viktor Grray», Дюссельдорф, Германия, 2010.[10]
- «Инвентаризация одной частной библиотеки», Blue Sky Gallery, Орегонский Центр Фотографических Искусств, Портланд, Орегон, США, 2013.[11]
- «Вещь. Функция. Облик.» Центр Фотографии им. Братьев Люмьер, Москва, 2013.[12][13][14]
- «Пройденное», Месяц Фотографии, Братислава, Словакия, 2013.[15]
- «Культурные ценности», на международном фестивале фотографии «Lianzhou Foto 2014», Лианчжоу, Китай, 2014.[16][17]
- «Интерпретация предмета» на 7-м международном фестивале фотографии «PhotoVisa», Краснодар, Россия. 2015[18]
- «Из частной библиотеки» Центр Фотографии им. Братьев Люмьер, Москва, 2018—2019. https://rosphoto.com/events/iz_chastnoy_biblioteki-7018 https://www.colta.ru/articles/art/20141-piktorializm-byl-detskoy-boleznyu http://www.lumiere.ru/exhibitions/archive/id-244/
- Выставка в галерее PDNB, Даллас, Техас, США, 2019 https://www.facebook.com/PDNBGallery/posts/10156846827722858?comment_id=10156854689087858
- «Вадим Гущин. Предметы», Галерея классической фотографии, Москва, 2023 https://www.classicgallery.ru/vystavki/before/vadim-gushhin-predmety/

.
Его произведения были представлены в рамках интернациональных и российских групповых проектов, среди которых:
- «A la recherche du pere» (В поисках отца) 1993—94, Париж.
- «Neue Fotokunst aus Russland» (Новое фотоискусство из России) 1994—95, тур по 5 городам Германии.
- «Aufbruch. Neue russische Fotografie» (Прорыв. Новая русская фотография) 1998, Леверкузен, Германия.
- «Idea Photographic after Modernism» (Идея фотографического после модернизма) 2002, Санта-Фе, США.[19]
- Триеннале фотографии в Оденсе, Дания, 2006.
- «In Box of Dreams» (Выставка современной русской фотографии) Интернациональный фотофестиваль в Пиньяо, Китай, 2009.
- «День открытых дверей», Московский Музей Современного Искусства, Москва, 2010.[20]
- «Leben elementar» (Элементарная жизнь), Трир, Германия, 2010.
- «Contamporary Russian Photography» (Современная русская фотография), Биеннале FotoFest, Хьюстон, США, 2012.[21]
- «Музей. Взгляд фотографа», Государственный Музей Изобразительных Искусств им. Пушкина, Москва, 2012.[22]
- «Contemporary Russian Photography: From Mystery to Poetry and Back», (Современная русская фотография: от тайны к поэзии и обратно) 5 фестиваль Seoul PHOTO 2013, Сеул, Корея, 2013.[23][24]
- «Tarantel 2», Kuenstlerhaus Bethanien, Берлин, Германия, 2013[25][26]
- «Приглашение к обеду. Поваренная книга Русского Музея», Русский Музей, Санкт-Петербург. 2013—2014.[27][28][29]
- «Neue Russische Avangarde. Kunst als Bruecke zwieschen Ost und West.» (Новый русский авангард. Искусство как мост между Востоком и Западом.) галерея Kellermann, Дюссельдорф, Германия. 2015[30]
- «Советское Фото», Центр фотографии им. Братьев Люмьер, Москва. 2015[31][32]
- «Russian House» (Русский Дом), Schilt Publisching Gallery, Амстердам, Голландия. 2015[33]
- «Новые поступления 1994—2014», Государственный Русский Музей, Санкт-Петербург. 2015[34]
- «После Гламура», Выставка современного российского искусства, KIT, Дюссельдорф, Германия. 2016 http://www.fine-european-arts.com/docs/PRESENTATION-nach-glamour-after-glamour.pdf
- «Натюрморт в фотографии» Государственный Русский Музей Санкт-Петербург. 2018 http://www.rusmuseum.ru/stroganov-palace/exhibitions/still-life-in-photography/#rmPhoto%5Bgallery7972%5D/1/

В 2007 году получил Гран-При конкурса Московского Дома фотографии «Серебряная Камера» в категории «Архитектура».

## Работы находятся в коллекциях
- Государственная Третьяковская Галерея, Москва
- Государственный музей изобразительных искусств имени А. С. Пушкина, Москва.[37]
- Государственный Русский Музей, Санкт-Петербург.[38]
- Музей Московский Дом фотографии, Москва.[39]
- Государственный Центр современного искусства, Москва.[40]
- Музей Москвы, Москва.[41]
- Центр фотографии им. Братьев Люмьер, Москва. http://www.lumiere.ru/
- Московский музей современного искусства, Москва.
- Музей фотографических коллекций, Москва.
- Музей Российской Фотографии, Коломна.http://mrf.museumart.ru/
- Государственный Русский Музей фотографии, Нижний Новгород. http://www.fotomuseum.nnov.ru/
- Собрание Союза фотохудожников России, Москва.
- Сургутский Художественный Музей, Сургут.
- Museum fuer Fotografie, Braunschweig, Germany.
- Museet for Fotokunst, Odense, Denmark.
- Museum of Fine Art, Santa Fe, New Mexico, USA.
- Museum of Fine Art, Houston, Texas, USA.[42][43]
- Santa Barbara Museum of Art, Santa Barbara, California, USA.
- Museum Albertina, Vienna, Austria.[44][45][46]
- Museu de Arte Moderna, Rio de Janeiro, Brazil.
- «Boghossian Foundation», Brussels, Belgium.[47]
- Spallart Collection, Salzburg, Austria. https://www.sammlung-spallart.at/en/

Частные собрания, Россия, Германия, Франция, Италия, Бразилия, Великобритания, США, Бельгия, Южная Корея.

## Книги и каталоги (выборочно)
- «Photovisa. Язык памяти 15.10 — 15.11.2015. VII международный фестиваль фотографии в Краснодарском крае.»[48]
- «Staging Encounters» Lianzhou Fotofestival, 2014.[49]
- Монография «Everyday Objects/Cultural Treasures», Schilt Publishing, Amsterdam, 2013.[50]
- «Contemporary Russian Photography». FOTOFEST 2012, Houston, 2012.[51]
- Валерий Стигнеев «Популярная эстетика фотографии», Москва, 2011.
- «День открытых дверей» Российское искусство 1989—2009 годов из коллекции Московского музея современного искусства, Москва, 2010.[52]
- Монография «Фотографии. Вадим Гущин», Москва, Издательство «Художник и книга», 2008.[53]
- «FOTOFEST 2006», Houston, 2006.[54]
- «Odense Foto Triennale 2006», Odense, 2006.
- «Фотоэстафета. От Родченко до наших дней», Москва, 2006.[55]
- Валерий Стигнеев «Век фотографии. 1894—1994», Москва, 2005.[56]
- «Idea Photographic after Modernism», Santa Fe, 2002.[57]
- Wadim Gutschtschin «Meine Dinge», Braunschweig, 1999.[58]
- «Aufbruch. Die neue russische Fotografie», Kоеln, 1998.
- «A la recherche du pere», Paris, 1994.[59]

## Интернет-выставки
- «Cultureal Treasures» 2014.[60]
- «Книги и прочее» 2012.[61]
- «Атрибуты духовности и искусства» 2002.[62]

## Фильмы и интервью
- Интервью в журнале COLTA, декабрь 2018. https://colta.ru/articles/art/20141-piktorializm-byl-detskoy-boleznyu
- Интервью в журнале ART УЗЕЛ, декабрь 2018. http://artuzel.com/content/vadim-gushchin-po-otzyvam-inostrannyh-kolleg-mne-udaetsya-sdelat-izobrazhenie-uznavaemo
- Репортаж о выставке в Центре фотографии им. братьев Люмьер 13.11.2018. https://www.youtube.com/watch?v=RhSMjQjWE-Q
- Интервью в журнале «Bleek-Magazine», октябрь 2014.[63]
- Интервью в программе «Кроп-фактор» телеканала «Вечерняя Москва», июнь 2013.[64]
- Фильм «Вадим Гущин — натюрморт» снятый к открытию персональной выставки в московской галерее «Глаз», ноябрь, 2011.[65]
- Фильм «Вадим Гущин», из цикла «Светопись», 2007.[66]
- Фильм, снятый к презентации книги «Вадим Гущин. Фотографии», июнь 2008.[67]